# Солдатское сельское поселение (Мордовия)
Солдатское се́льское поселе́ние — упразднённое муниципальное образование в Ардатовском районе Мордовии Российской Федерации.
Административный центр — село Солдатское.

## История
Статус и границы сельского поселения установлены Законом Республики Мордовия от 28 декабря 2004 года № 115-З «Об установлении границ муниципальных образований Ардатовского муниципального района, Ардатовского муниципального района и наделении их статусом сельского поселения, городского поселения и муниципального района».
Упразднено в 2019 году с включением населённых пунктов в Силинское сельское поселение.

## Население
| 2002 | 2010 | 2012 | 2013 | 2014 | 2015 | 2016 |
| ---- | ---- | ---- | ---- | ---- | ---- | ---- |
| 346  | ↘281 | ↘262 | ↘248 | ↘233 | ↘216 | ↘212 |
| 2017 | 2018 | 2019 |      |      |      |      |
| ↘206 | ↘199 | ↘188 |      |      |      |      |

## Состав сельского поселения
| № | Населённый пункт | Тип населённого пункта | Население |
| - | ---------------- | ---------------------- | --------- |
| 1 | Грозная Крепость | деревня                | ↘26       |
| 2 | Малое Игнатово   | деревня                | ↘35       |
| 3 | Никитино         | деревня                | ↘22       |
| 4 | Новоклейка       | деревня                | →1        |
| 5 | Солдатское       | село                   | ↘197      |